# 全国菓子大博覧会

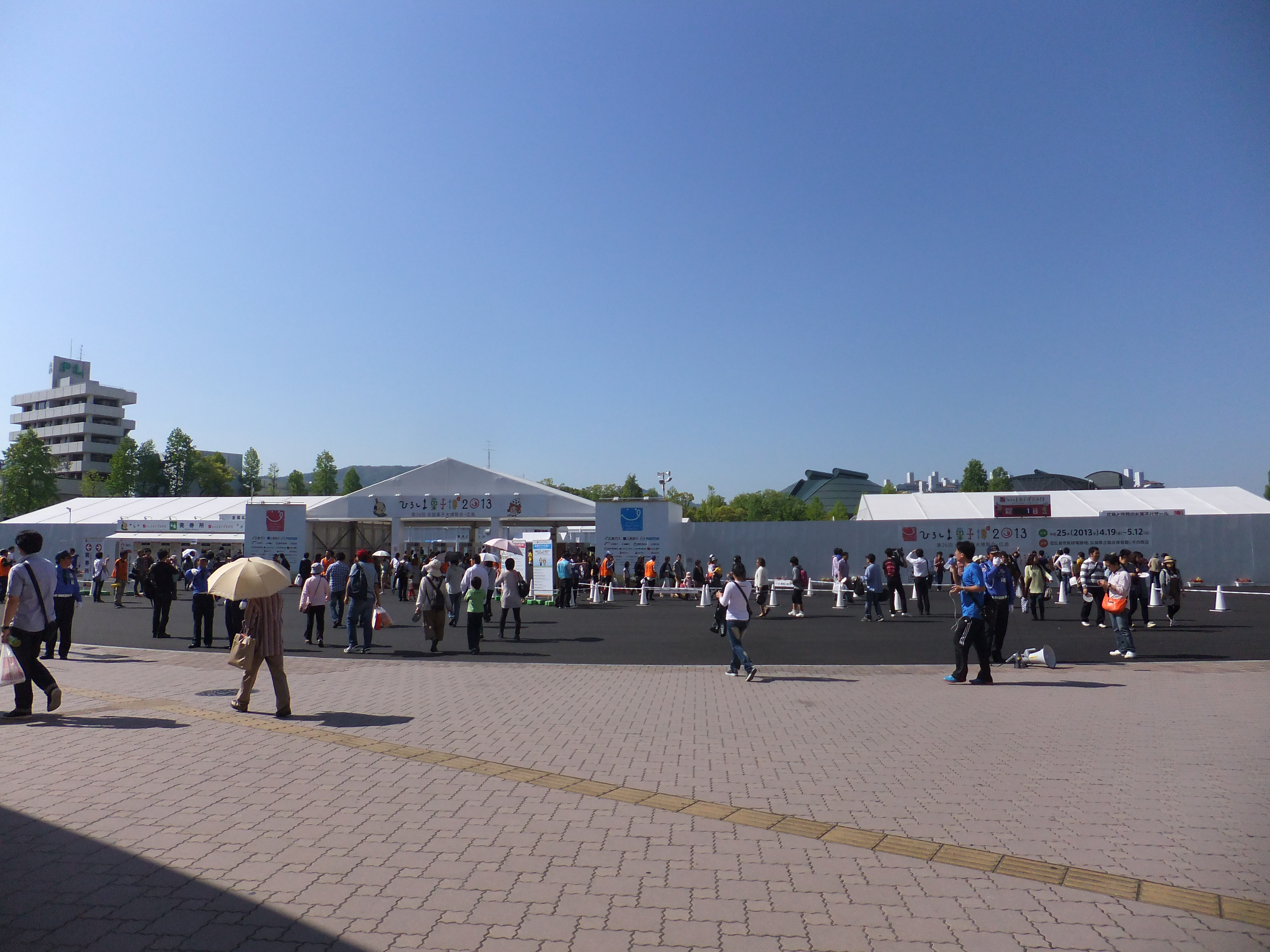
2013年の春に広島市にて開催された菓子博の入場ゲート

全国菓子大博覧会（ぜんこくかしだいはくらんかい）は日本の地方博覧会のひとつで、和菓子を中心に、洋菓子、スナック菓子等も含めた日本最大の菓子業界の展示会である。全国菓子工業組合連合会（全菓連）などが主催している。略称は全菓博（ぜんかはく）、菓子博。

## 沿革
明治44年（1911年）、東京府東京市赤坂区溜池町（現・東京都港区赤坂）で、第1回「帝国菓子飴大品評会」が行われたのが始まりとされている。第3回から第9回までは「全国菓子飴大品評会」、第10回から「全国菓子大博覧会」の名称を使用している。開催間隔は不定期であり、第二次世界大戦から戦後占領期にかけて13年余りの中断期もあり、戦後は概ね4年に1回の頻度としている。開催地は、日本国内および日本統治時代の朝鮮で、各都市持ち回りとなっている。
| 回 | 年     | 名称               | 愛称                 | 開催都市 | 開催会場                                                                      | 入場者数   |
| -- | ------ | ------------------ | -------------------- | -------- | ----------------------------------------------------------------------------- | ---------- |
| 1  | 1911年 | 帝国菓子飴大品評会 |                      | 東京市   | 三会堂                                                                        |            |
| 2  | 1912年 | 帝国菓子飴大品評会 |                      | 金沢市   | 兼六公園前田別邸（現・兼六園）                                                |            |
| 3  | 1919年 | 全国菓子飴大品評会 |                      | 大阪市   | 大阪商品陳列所                                                                |            |
| 4  | 1921年 | 全国菓子飴大品評会 |                      | 広島市   | 広島県商品陳列所（現・原爆ドーム）                                            |            |
| 5  | 1923年 | 全国菓子飴大品評会 |                      | 福岡市   | 福岡商品陳列所                                                                |            |
| 6  | 1926年 | 全国菓子飴大品評会 |                      | 京城府   | 総督府商品陳列所                                                              |            |
| 7  | 1928年 | 全国菓子飴大品評会 |                      | 岐阜市   | 岐阜市商品陳列所                                                              |            |
| 8  | 1931年 | 全国菓子飴大品評会 |                      | 松山市   | 松山市商品陳列所                                                              |            |
| 9  | 1933年 | 全国菓子飴大品評会 |                      | 新潟市   | 新潟市商工奨励館                                                              |            |
| 10 | 1935年 | 全国菓子大博覧会   |                      | 仙台市   | 仙台市商工奨励館                                                              |            |
| 11 | 1939年 | 全国菓子大博覧会   |                      | 大分市   | 市内の特設会場                                                                |            |
| 12 | 1952年 | 全国菓子大博覧会   |                      | 横浜市   | 横浜フライヤージム                                                            |            |
| 13 | 1954年 | 全国菓子大博覧会   |                      | 京都市   | 岡崎勧業館、同別館、岡崎動物園                                                |            |
| 14 | 1957年 | 全国菓子大博覧会   |                      | 長崎市   | 長崎国際文化会館附近一帯                                                      |            |
| 15 | 1961年 | 全国菓子大博覧会   |                      | 名古屋市 | 愛知県庁前広場特設会場                                                        |            |
| 16 | 1965年 | 全国菓子大博覧会   |                      | 秋田市   | 山王通り特設会場                                                              |            |
| 17 | 1968年 | 全国菓子大博覧会   |                      | 札幌市   | 大通公園                                                                      |            |
| 18 | 1973年 | 全国菓子大博覧会   |                      | 鹿児島市 | 鴨池運動公園                                                                  |            |
| 19 | 1977年 | 全国菓子大博覧会   |                      | 静岡市   | カネボウ跡地（現・ツインメッセ静岡）                                          |            |
| 20 | 1984年 | 全国菓子大博覧会   |                      | 東京都   | 明治神宮外苑絵画館前                                                          |            |
| 21 | 1989年 | 全国菓子大博覧会   | 松江菓子博'89        | 松江市   | 北公園                                                                        |            |
| 22 | 1994年 | 全国菓子大博覧会   | 金沢菓子博'94        | 金沢市   | 西部緑地公園                                                                  | 74万人     |
| 23 | 1998年 | 全国菓子大博覧会   | 岩手菓子博'98        | 盛岡市   | アピオ                                                                        | 45万人     |
| 24 | 2002年 | 全国菓子大博覧会   | くまもと菓子博2002   | 熊本市   | 熊本城、グランメッセ熊本                                                      | 55万人     |
| 25 | 2008年 | 全国菓子大博覧会   | 姫路菓子博2008       | 姫路市   | 姫路城・姫路公園                                                              | 92万人     |
| 26 | 2013年 | 全国菓子大博覧会   | ひろしま菓子博2013   | 広島市   | 広島市中央公園 （旧広島市民球場跡地・広島県立総合体育館・ハノーバー庭園など） | 80万7000人 |
| 27 | 2017年 | 全国菓子大博覧会   | お伊勢さん菓子博2017 | 伊勢市   | 三重県営サンアリーナ及びその周辺                                              | 58万4100人 |
| 28 | 2025年 | 全国菓子大博覧会   | あさひかわ菓子博2025 | 旭川市   | 旭川大雪アリーナ周辺                                                          | 約15万人   |

## 賞
「和菓子のオリンピック」または「お菓子のオリンピック」とも呼ばれているこの博覧会では品評会も行われ、賞に応じた出品料を納めた作品や商品には、名誉総裁賞、内閣総理大臣賞、農林水産大臣賞をはじめ、外務大臣賞、厚生労働大臣賞、文部科学大臣賞、経済産業大臣賞、国土交通大臣賞など、名誉総裁賞以外はその年により与えられる賞が変わる公的な賞に加え、優秀金菓賞と金菓賞という大会賞が授与され、工芸菓子については入場者による人気投票により上位作品に感動大賞も授与される。大会賞は、全菓博栄誉大賞、全菓博会長賞、金賞、工芸優秀賞、工芸賞、橘花栄光賞など過去に様々な賞が授与されてきたが、平成27年（2015年）の審査方法見直し等に伴い優秀金菓賞と金菓賞の2種類に簡略化された。各賞は、意匠部門、技術部門、文化部門などといった部門ごとに与えられるため、多くの商品が選定される。例えば2017年の三重での博覧会では、名誉総裁賞に60商品、農林水産大臣賞に70商品、外務大臣賞に30商品等、数百商品に各種の賞が贈られた。
最高賞は名誉総裁賞とされ、皇族による賞であるため令和3年時点での名誉総裁は彬子女王が務めている。第13回から18回までは、高松宮宣仁親王夫妻が歴任し、第19回には秩父宮妃勢津子が名を列した。第21回から第25回までは寬仁親王が名誉総裁として推戴されていた。

## 問題
平成20年（2008年）の第25回大会（姫路菓子博2008）では、大規模な宣伝を行い多くの来場者があったのに、会場の規模が見合っておらず、多くの来場者がほとんどのパビリオンに入場できなかったうえ、出展された菓子を買うことができない問題があった。
平成25年（2013年）の第26回大会（ひろしま菓子博2013）では、災害対応や暴走を理由に電動車椅子での入場を拒否していたため、障がい者支援団体などから抗議を受けた。